# كلوديا رانكين
كلوديا رانكين (بالإنجليزية: Claudia Rankine)‏ (1963، كينغستون في جامايكا)؛ مؤلِّفة، كاتِبة مسرحية، بروفيسورة وشاعرة أمريكية.

## روابط خارجية
- كلوديا رانكين على موقع IMDb (الإنجليزية)
- كلوديا رانكين على موقع الموسوعة البريطانية (الإنجليزية)